# Jules Frère
Jules Frère (Tongeren, 19 juni 1881 - aldaar, 6 augustus 1937) was een Belgisch dichter, schrijver, folklorist en magistraat. Met Frère begon de dialectliteratuur in Belgisch-Limburg.

## Levensloop
Frère was de zoon van een Tongers bankier die vrij vroeg stierf. In het Koninklijk Atheneum van de stad leerde Frère de Volkenkunde en de Volkse literatuur kennen door twee van zijn leraars, Medard Verkest en Maurits Basse (die literair-historische essays publiceerde en later hoogleraar werd aan de Universiteit Gent).
Frère studeerde rechten aan de Universiteit van Luik en in 1912 vestigde hij zich als advocaat aan de balie van Tongeren waar hij al pleitte in het Nederlands. In 1919 werd hij kinderrechter.

## Werken
Frère begon op jonge leeftijd met het schrijver van gedichten. Zo verscheen in 1903 zijn eerste bundel Kollebloemen. In 1917 verscheen  't Druvig Bukske dat helemaal in het Tongers dialect was geschreven. De bundel bestond uit 45 gedichten, meestal sonnetten, die literair van een hoogstaande kwaliteit waren: ze waren ironisch en gaven kritiek op de maatschappij. De spelling was voor die tijd uitzonderlijk fonetisch, zeker in Belgisch Limburg. Daarmee zette Frère de toon voor de ontluikende dialectliteratuur in Limburg.
In zijn eigen familiearchief vond Frère een handschrift van de 16de-eeuwse Tongerse rederijker Arnold Bierses met gedichten. Samen met Maaseikenaar Jan Gessler bundelde hij in 1925 deze gedichten en publiceerde deze onder de naam Uit een Tongerschen Dichtbundel der XVIde Eeuw.
Frère hield zich eveneens bezig met de Vlaamse en vooral de Limburgse volkscultuur. Vanaf 1922 schreef hij erover in het tijdschrift Nieuw Limburg. Deze verhalen werden gebundeld in een driedelige studie, Limburgsche Volkskunde, die respectievelijk in 1926, 1928 en 1936 verschenen. In 1992 werd deze studie volledig bewerkt en opnieuw uitgegeven onder de naam Volkskunde in Limburg.
Frère schreef verder nog enkele toneelstukken en teksten voor liederen. Het lied Amoureus liedekijn uit 1921 werd door Arthur Meulemans voorzien van muziek.